# Hyperinflation

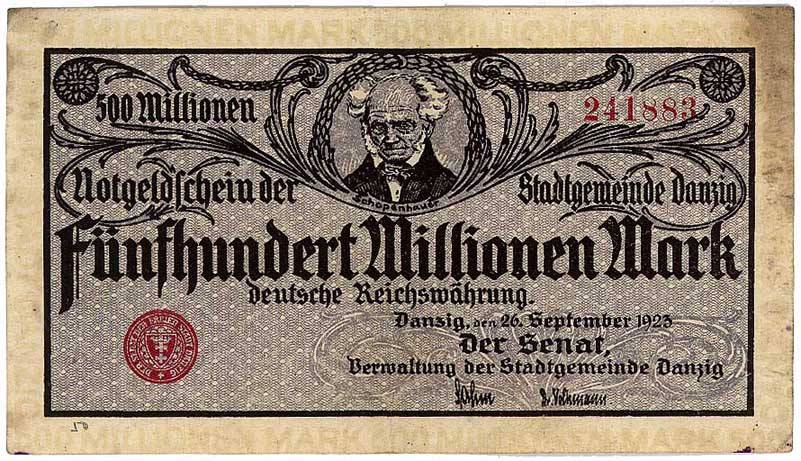
Billet de 500 millions de Marks imprimé à Dantzig en 1923.

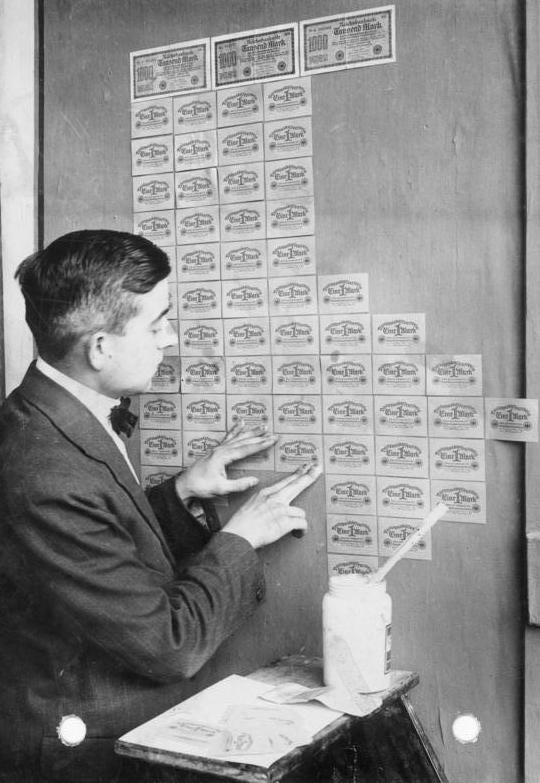
Allemagne, 1923 : un homme tapisse un mur avec des billets. En conséquence de l'hyperinflation, ces billets étaient moins chers que le papier peint.

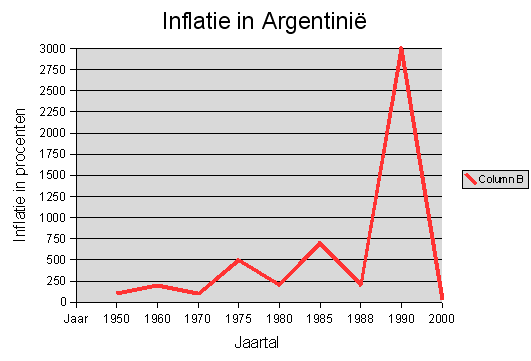
Hyperinflation en Argentine.

L'hyperinflation est, en économie, une forme atypique d'inflation qui se manifeste par une hausse extrêmement rapide des prix qui tend à éroder la valeur réelle de la monnaie d'un pays. Les agents économiques ont alors tendance à fuir devant la monnaie, c'est-à-dire que le contrat de confiance est rompu, entraînant une forte thésaurisation, une accélération des transactions financières vers des devises ou des valeurs fortes et stables. Mouvements spéculatifs et augmentation exponentielle du niveau général des prix et du coût de la vie conduisent en général à d'importantes réformes structurelles.
56 épisodes d'hyperinflation ont été référencés par la littérature académique.

## Définition selon la norme comptable (UE)
La norme comptable IASB no 29, au niveau de l'Union européenne (Information financière dans les économies hyperinflationnistes) précise que :

« L'hyperinflation est révélée par certaines caractéristiques de l'environnement économique d'un pays qui comprennent, sans s'y limiter, les points suivants : 1/ la population en général préfère conserver sa richesse en actifs non monétaires ou en une monnaie étrangère relativement stable. Les montants détenus en monnaie locale sont immédiatement investis pour maintenir le pouvoir d'achat ; 2/ la population en général apprécie les montants monétaires, non pas dans la monnaie locale, mais dans une monnaie étrangère relativement stable. Les prix peuvent être exprimés dans cette monnaie ; 3/ les ventes et les achats à crédit sont conclus à des prix qui tiennent compte de la perte de pouvoir d'achat attendue durant la durée du crédit, même si cette période est courte ; 4/ les taux d'intérêt, les salaires et les prix sont liés à un indice de prix ; et 5/ le taux cumulé de l'inflation sur trois ans approche ou dépasse 100 %. »

## Des causes souvent liées au niveau d'endettement d'un pays
Parmi les causes analysées à la lumière des cas historiques d'hyperinflation, on peut retenir :
- un contexte politique d'exception (guerre internationale, guerre civile, catastrophe, crise économique, etc.) ;
- le niveau très élevé de la dette publique cumulée ;
- l'impossibilité d'honorer le service de la dette ;
- le niveau d'imposition des ménages et des entreprises ;
- le manque de transparence des comptabilités publiques ;
- une évolution instable de la masse monétaire ;
- l'absence de régulation des changes ;
- la perte de confiance des acteurs financiers internationaux ;
- l'impossibilité pour l’État d'emprunter à l'étranger ;
- la multiplication hors contrôle des agents producteurs de moyens de paiement ;
- l'indexation systématique entre salaires, taux d'intérêt et hausse des prix ;
- une baisse dramatique du niveau de l'épargne ;
- une absence suffisante de verrous de sécurité (réglementations d'urgence, arrêt des cotations, fermeture des banques, contrôle des prix, etc.).

Cette liste n'est pas limitative et aucune de ces causes n'est plus déterminante qu'une autre, car, au regard du contexte et de la situation, chaque cas d'hyperinflation apparaît comme unique. Elles ne s'excluent pas non plus. Par exemple, l'hyperinflation de la République de Weimar est en partie due à des pénuries mais aussi à l'endettement allemand qui pousse l'Allemagne à faire tourner la planche à billets (augmenter très fortement la masse monétaire), enfin (et il y a d'autres facteurs) les salaires étant indexés à l'inflation, ils augmentent fortement, entraînant un cercle vicieux. Au Zimbabwe, l'inflation était aussi due à un choc de création monétaire (pour rembourser des dettes et financer l'État) mais aussi à la confiscation des terres des Blancs à des gestionnaires proches du pouvoir mais incompétents : il y a donc eu une forte baisse de la production (choc d'offre).

## Conséquences sur le comportement des agents économiques
Globalement, en cas de phase hyperinflationniste, l'économie d'un pays fonctionne à très très court terme.
On note que :
- les entrepreneurs tendent à s'intéresser plus à la gestion de leur trésorerie qu'aux décisions de production et d'investissement ;
- l'impact sur le coût des produits alimentaires, ou de première nécessité, entraîne une rupture des chaînes de production et affecte l'équilibre économique ;
- l'affaiblissement du système fiscal, puisque traditionnellement, il existe un délai entre le moment où l'impôt est payé et le moment où il entre dans les caisses de l'État. En cas d'hyperinflation, ce délai annihile la valeur de l'impôt perçu.
- dans le cas d'une monnaie fiduciaire matérialisée par des espèces, l'Institut d'émission ne parvient que difficilement à répondre à la demande ;
- la monnaie perdant ses principales fonctions (moyen d'échange, réserve de valeur et unité de compte), on assiste à une généralisation du troc ou à un transfert vers d'autres moyens d'échange plus fiables.

## Les cas d'hyperinflation dans l'Histoire
Des phases d'inflation supérieure à 100 % par an ont été notamment observées :
- en France entre 1718 et 1720, au moment du système de Law ;
- en France entre 1796 et 1797, au moment de la fin des assignats : à la mi-août 1796, les prix avaient grimpé de 304 %[3] ;
- en Russie après la révolution de 1917, le taux d'inflation enregistré fut de 60 804 000 % pendant 4 ans ;

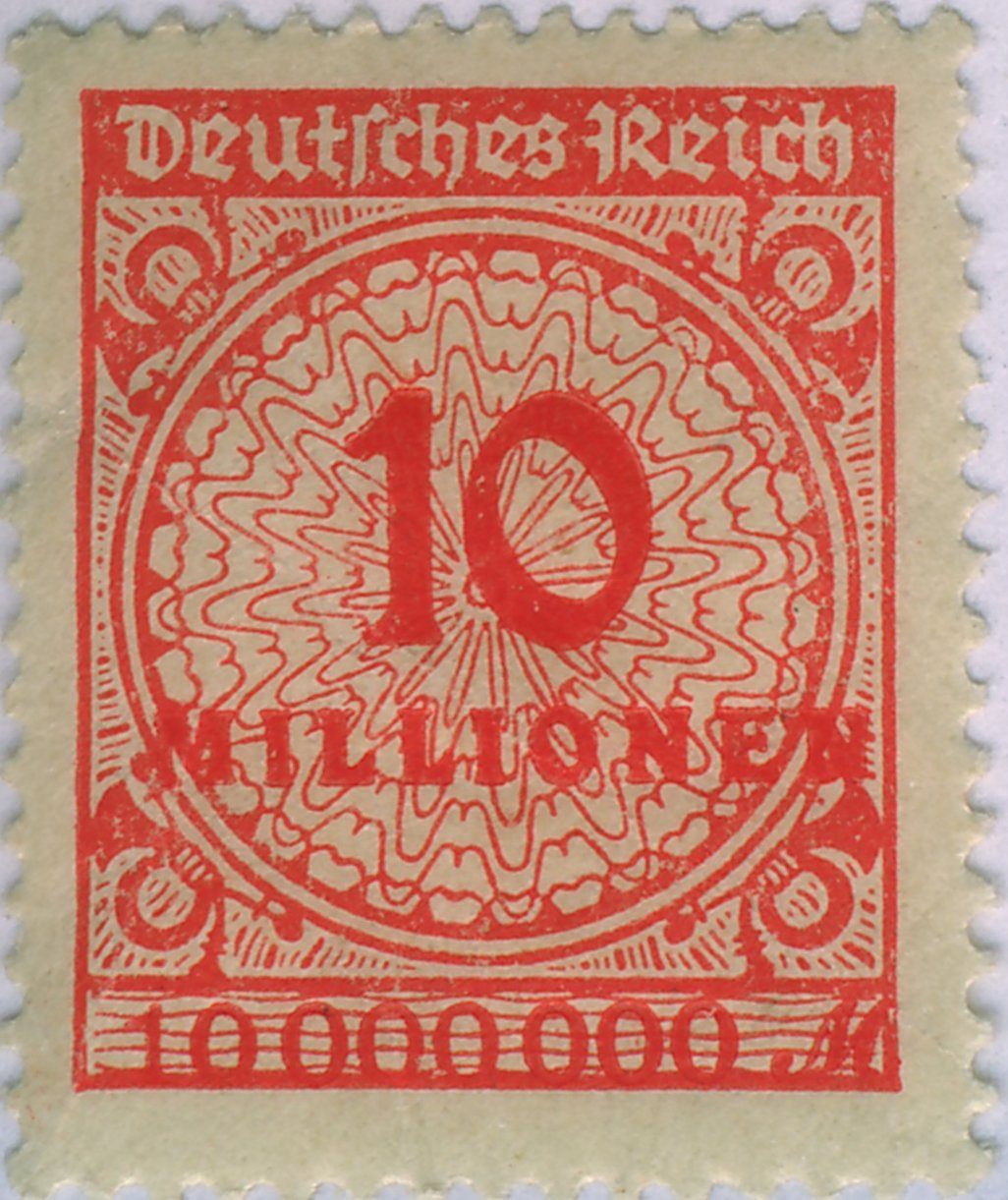
Timbre allemand de 10 millions de marks en 1923

- en Allemagne après la Première Guerre mondiale sous la République de Weimar, une inflation progressive se transforma en hyperinflation à partir de l'hiver 1922. Elle prit fin le 15 novembre 1923 par décision de l'État avec le rétablissement d'un taux de change du dollar face au mark pratiquement égal à celui d'avant-guerre (4,20/1). Pendant toute cette période, les prix augmentèrent d'environ 3,25 × 106 % par mois ;
- en Grèce durant l'occupation par les forces armées du Troisième Reich (1941-1944) avec un taux de 8,55 × 109 % par mois ;
- en Chine durant la guerre civile, entre 1945 et 1949 ;
- en Hongrie en 1945 et 1946 : il s'agit du cas d'hyperinflation le plus fort de l'histoire en termes de perte de la valeur de la monnaie. Le forint a été réintroduit au 1er août 1946 en remplacement du pengő, au taux de 1 forint = 4 × 1029 (quatre-cents quadrillards) pengő ; la valeur nominale de l’ensemble des billets en pengő alors en circulation atteignait à peine un millième de forint ;
- au Brésil durant les années 1960 et les années 1980 ;
- au Chili sous Salvador Allende : l'inflation est de 225 % en 1972 et de 606 % en 1973[4],[5],[6] ;
- en Iran après la révolution islamique de 1979 et particulièrement durant la guerre Iran-Irak ;
- au Pérou et en Bolivie à la fin des années 1980 ;
- au Nicaragua en 1988 et 1989, où l'inflation fut de 36 000 % ;
- en Argentine lors de la Crise économique argentine à la fin des années 1980 : inflation de 4 924 % en 1989 ;
- en Yougoslavie dans les années 1990, où le deutsche mark cotait 950 milliards de nouveaux dinars en 1993. S'ensuivit la création des nouveaux dinars, puis des super dinars en 1994. En janvier 1994, l'inflation fut de 3,13 × 108 % en un mois[7] ;
- en République démocratique du Congo durant les années 1990 ;
- en Turquie au milieu des années 1990 ;
- au Zimbabwe entre 2000 et 2008, où l'euro coûte en janvier 2009 un peu moins de 5 000 milliards de dollars du Zimbabwe ;
- au Venezuela, où l'inflation atteignit 342 161 % entre septembre 2017 et septembre 2018, 1 698 488 % vers la fin de 2018, et 2 295 981 % en février 2019. Il est estimé que l'inflation a atteint 53 798 500 % fin 2019[8].

## Hyperinflation et monnaie-papier

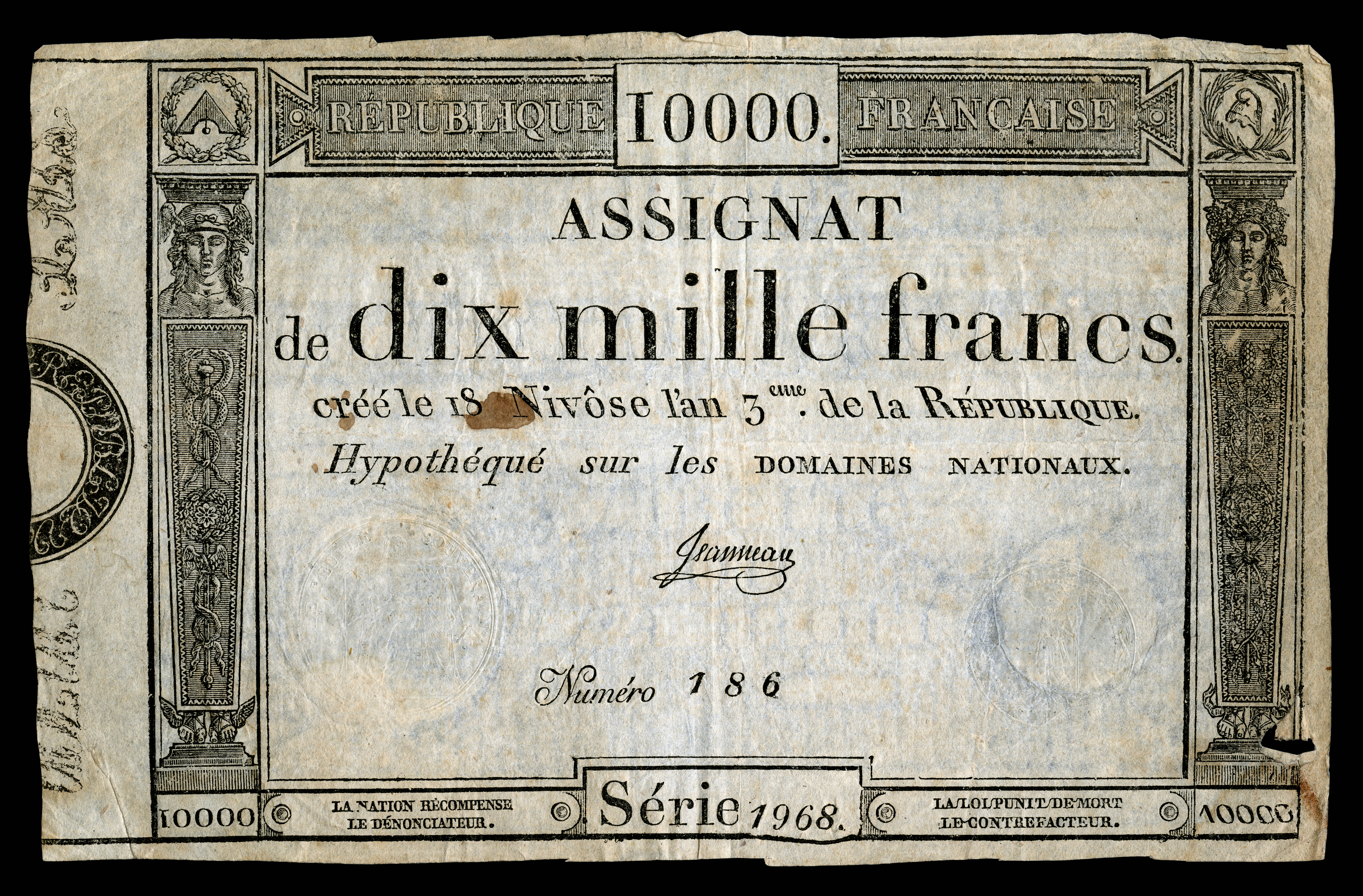
Assignat d'un montant de 10 000 francs, France, 1795.
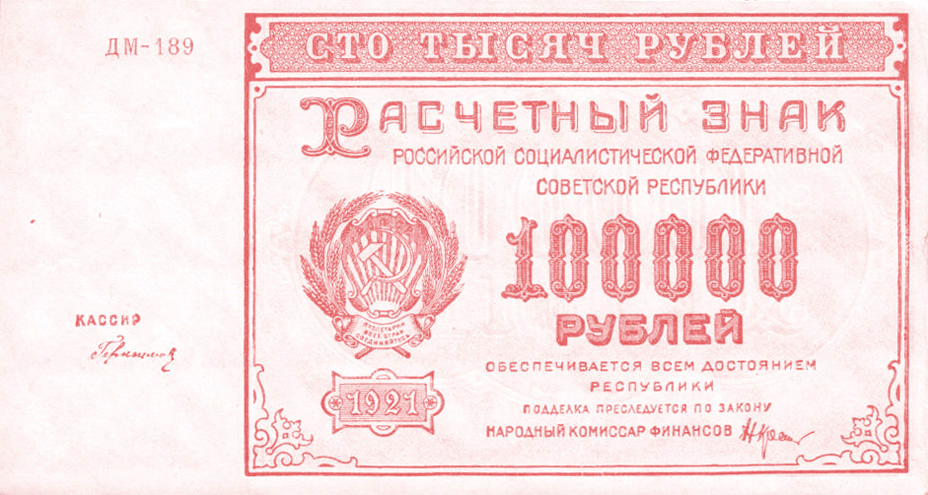
Billet de 100 000 roubles (Russie soviétique, 1921).
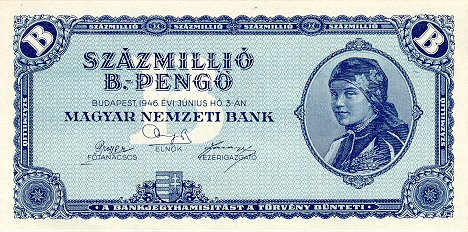
Billet de 100 millions («SZÁZMILLIÓ») de billions de pengő («B.-PENGŐ», où «billion» est à interpréter selon l’échelle longue [mille milliards]), soit 1020 pengő, en 1946.
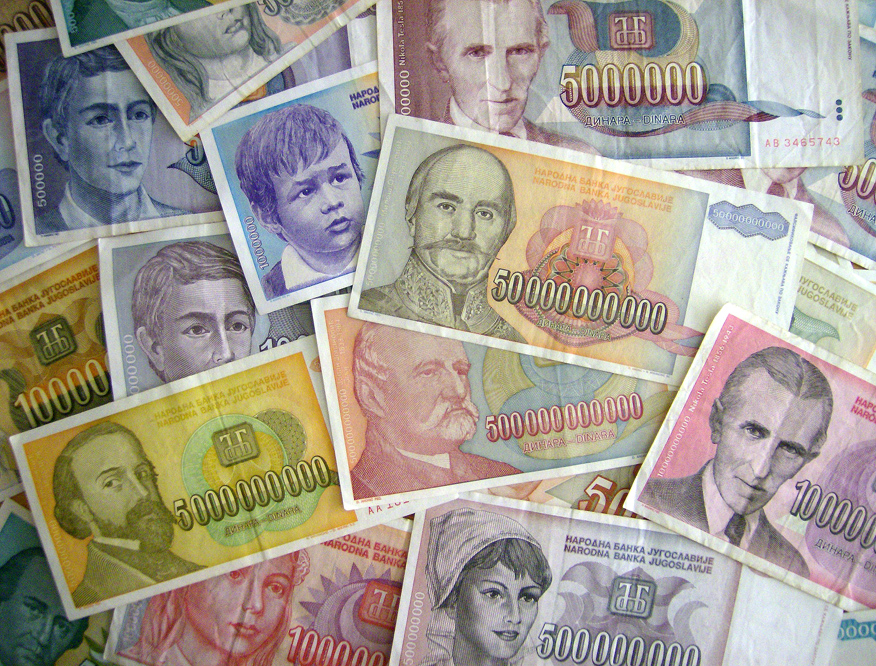
Billets de banque yougoslaves imprimés en 1993 et 1994 (à noter le billet de cinq cents milliards).
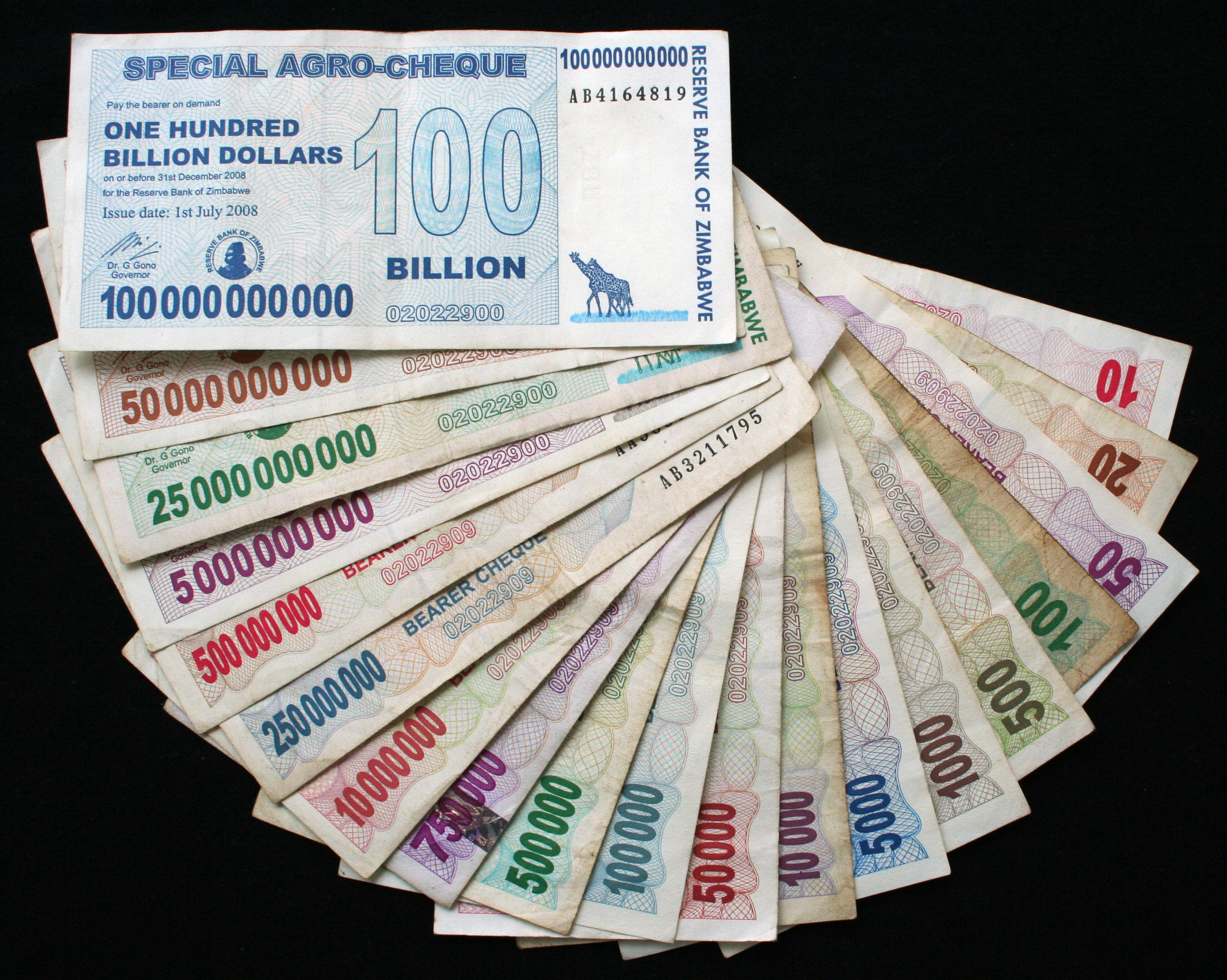
Un échantillon de billets de banque zimbabwéens imprimés entre juillet 2007 et juillet 2008 illustre l'important taux d'inflation du pays.